# Bixiga
O Bixiga é entendido como um dos mais tradicionais bairros da cidade de São Paulo, embora na divisão administrativa da cidade ele não exista oficialmente como tal. Corresponde aproximadamente à região localizada entre as ruas Major Diogo, Avenida Nove de Julho, Rua Sílvia e Avenida Brigadeiro Luís Antônio, no distrito da Bela Vista, embora sua delimitação possa ser motivo de polêmica dependendo da fonte.
Historicamente formado em sua maioria por imigrantes italianos, ganhou importância histórica e turística na capital paulista. A tradição e a religiosidade italianas, que são fortemente mantidas, e as inúmeras cantinas italianas existentes no bairro, são grandes atrativos turísticos. Atualmente, a maior parte dos italianos e descendentes já não mora no bairro, porém a fama de ser um reduto da comunidade italiana ainda persiste.
No bairro situa-se a sede da escola de samba Vai-Vai, que até hoje realiza ensaios pelas ruas do bairro.

## História
O primeiro registro de ocupação da área é de 1559, como Sítio do Capão, de propriedade do português Antônio Pinto, e mais tarde passou a chamar-se Chácara das Jabuticabeiras, por causa do alto número de árvores dessa espécie. Nos anos 1820 um homem conhecido como Antônio Bexiga, por causa de suas cicatrizes de varíola (popularmente conhecida como "bexiga"), comprou as terras, o que é a explicação para o nome do bairro. Com o intuito de afastar o sentido pejorativo do apelido dado ao bairro, seus moradores passaram a mudar a grafia de Bexiga para Bixiga. Outra explicação para a grafia seria uma adaptação ao jeito coloquial de se falar.
Por volta de 1870, Antônio José Leite Braga decidiu lotear parte de sua "Chácara do Bexiga". O loteamento já estava anunciado em 23 de junho de 1878 e foi inaugurado em 1 de outubro do mesmo ano, com a presença do imperador Pedro II, lançando a pedra fundamental de um hospital que, no entanto, jamais foi construído. 
Lotes pequenos e baratos interessaram aos imigrantes italianos, pobres e recém-chegados ao Brasil, que não queriam trabalhar nas fazendas de café do interior do estado. A maior parte dos imigrantes no Bixiga era originária do Sul da Itália, particularmente da Campânia, da Basilicata e da Calábria. Com o tempo, os imigrantes no Bixiga serão cada vez mais reconhecidos e auto-identificados como "calabreses". Alguns imigrantes também eram da Puglia e da Sicília. Os italianos, como proprietários, passaram a ser maioria no bairro a partir de 1905.
Embora tenha abrigado diversas fabriquetas e oficinas, o Bixiga nunca se configurou como um bairro industrial. A maior parte dos imigrantes que ali moravam dedicava-se a atividades relacionadas ao setor de serviços. No começo do século XX, o bairro iniciou com seu status de reduto da boemia paulista ao receber diversos teatros (como o Oficina, Maria della Costa e Sérgio Cardoso) e os amantes do samba, que tiveram como ícone local, Adoniran Barbosa.
Apesar da presença histórica majoritária de italianos e descendentes, o Bixiga não era exclusivamente italiano, nem gueto, nem "little italy". No bairro conviviam pessoas de diversas outras nacionalidades, principalmente portugueses, assim como ex-escravos e seus descendentes que ali moravam quando a região ainda se denominava Saracura.
Embora o Bixiga ainda seja conhecido como um reduto da comunidade italiana de São Paulo, atualmente a maior parte dos descendentes de italianos já abandonou o bairro e mora em outras partes da cidade.  O processo de retirada dos italianos do Bixiga começou na década de 1960, momento em que grandes obras públicas de engenharia foram implementadas na cidade de São Paulo. Grandes avenidas radiais e perimetrais e vias expressas passaram a cortar São Paulo de um extremo a outro. Inúmeras desapropriações ocorreram no Bixiga, expulsando muitos dos seus antigos moradores. Na década de 1970, o rápido processo de industrialização que ocorria em São Paulo passou a atrair pessoas de regiões mais pobres do Brasil, principalmente do Nordeste. O Bixiga, pela sua posição geográfica centralizada, passou então a ser ocupado por migrantes nordestinos. Nesse processo, a população de origem italiana do bairro, até então majoritária, passou a diminuir cada vez mais. Essa mudança demográfica não ocorreu sem conflitos. Para a população tradicional do bairro, a chegada dos migrantes nordestinos, que ocuparam os antigos casarões abandonados pelos antigos moradores, passou a ser vista como uma das causas da perda da identidade cultural do bairro. 

## Pontos de interesse

### Arquitetura

#### Vila Itororó

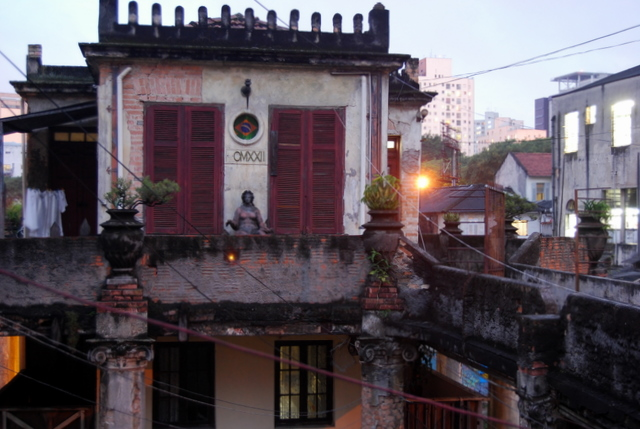
Vila Itororó.

Uma das construções mais extravagantes da cidade, a Vila Itororó, na Rua Martiniano de Carvalho, é um símbolo do Bixiga imigrante. Construída pelo tecelão português Francisco de Castro em 1922, ficou conhecida, já na época, como Casa Surrealista. Seu proprietário, além de trabalhar com tecidos, tinha conhecimentos nas áreas de engenharia e arquitetura, e os utilizou de forma inédita na construção do exótico casarão de quatro andares e 37 casas ao redor, ocupando uma área de 4,5 mil metros quadrados, que constituíram a primeira vila de São Paulo. Alguns de seus ornamentos construtivos vieram do teatro São José, e a Vila Itororó foi a primeira residência particular da cidade a ter uma piscina, aproveitando a nascente do riacho do Vale do Itororó, que dá nome ao local. Mais tarde, a Vila Itororó foi leiloada para cobrir dívidas do tecelão e acabou arrematada pela Santa Casa de Indaiatuba, que a alugou para outras pessoas. Apesar de tombado pelo conselho municipal de patrimônio histórico, a Vila Itororó já foi um dos vários cortiços deteriorados do Bixiga. Após desocupação abriga provisoriamente o conselho tutelar. A intenção da Prefeitura é transformá-la em um polo cultural.

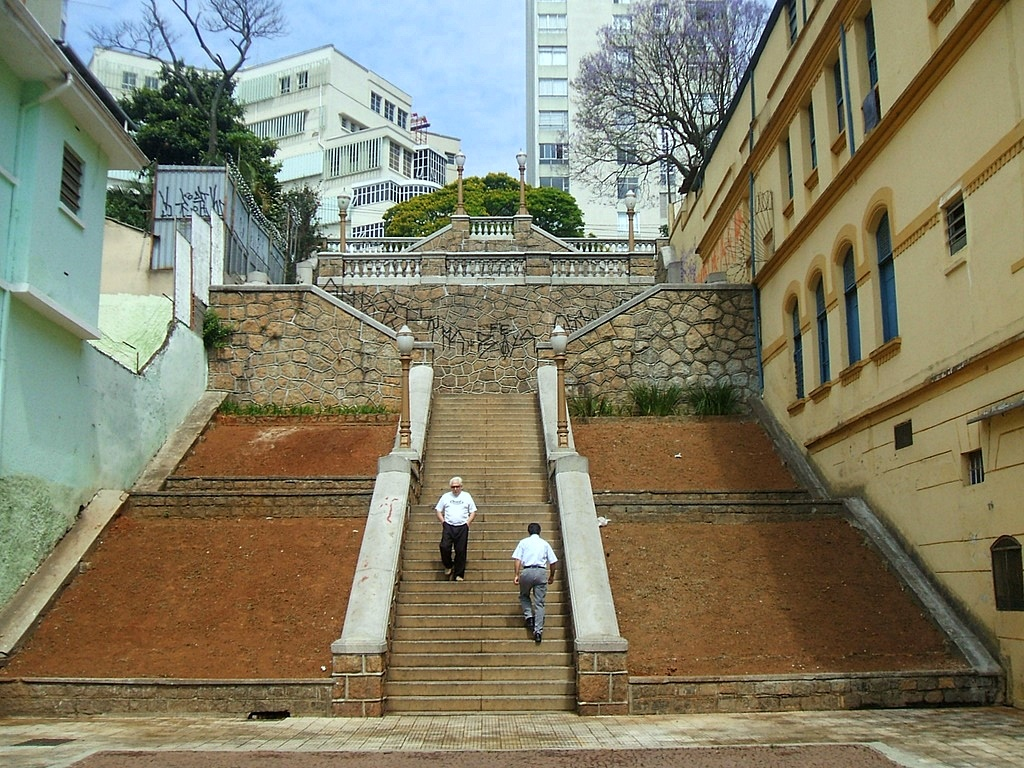
Escadaria do Bixiga.

#### Escadaria do Bixiga
Ao lado da Praça Dom Orione, fica a escadaria que une a parte baixa do bairro à alta, na Rua dos Ingleses, dando acesso por um lado ao Museu dos Óculos, Museu Memória do Bixiga e Teatro Ruth Escobar, e do outro às famosas cantinas italianas e feira de antiguidades. A escadaria já foi palco de muitos filmes e peças publicitárias.

#### Casa da Dona Yayá

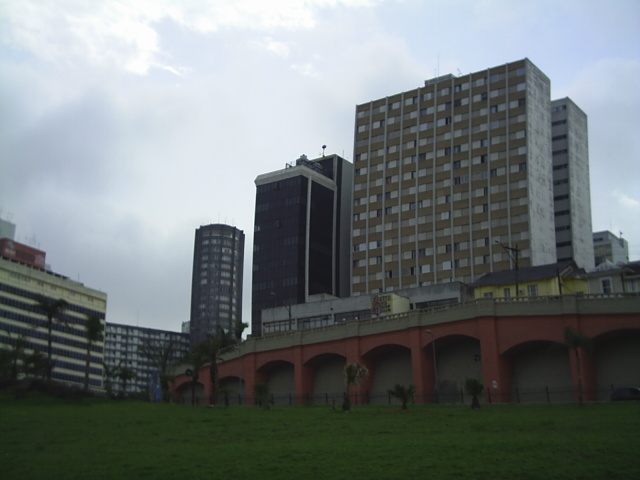
Arcos da Rua Jandaia.

O imóvel, que foi uma das primeiras chácaras do Bixiga, tornou-se propriedade de dona Sebastiana de Melo Freire em 1925, órfã rica que apresentou sinais de demência e viveu o resto dos seus dias no sanatório particular ali construído pelos seus tutores. Nessa época, o Bixiga eram campos nos "arredores" de São Paulo". Pertence ao patrimônio da USP desde 1972, e hoje sedia a Comissão do Patrimônio Cultura da USP, que o transformou em um centro cultural principalmente musical, após cuidadosa restauração.

#### Arcos da Rua Jandaia
Tombados pelo conselho municipal de patrimônio histórico como de preservação integral, a monumental obra na Rua Jandaia, sobre a 23 de Maio, o Muro dos Arcos foi descoberto quando a prefeitura demoliu as edificações que ali havia. Supõe-se que tenha sido construído no século XIX para proteção contra enchentes. Os arcos da Rua Jandaia receberam grafites em Fevereiro de 2015.

### Cultura
O sotaque italianizado é uma das características históricas e culturais do bairro, que foi explorado nas músicas de Adoniran Barbosa.

#### Teatro Oficina
Fundado em 1958, o Teatro Oficina instalou-se no edifício de número 520 da Rua Jaceguai em 1960, antes ainda do retaliamento do bairro do Bexiga pelo Minhocão. Tombado pelo Patrimônio Histórico Municipal, Estadual e Nacional, o Oficina luta desde 1980 para impedir a verticalização do bairro. O atual prédio do Teatro Oficina foi concebido pela mesma arquiteta que desenhou o Masp, a italiana Lina Bo Bardi, e consiste em uma pista ladeada por galerias térreas e elevadas onde acomodam-se 350 pessoas, um vão de janela de aproximadamente 150 m², teto retrátil e fonte de água ao centro.

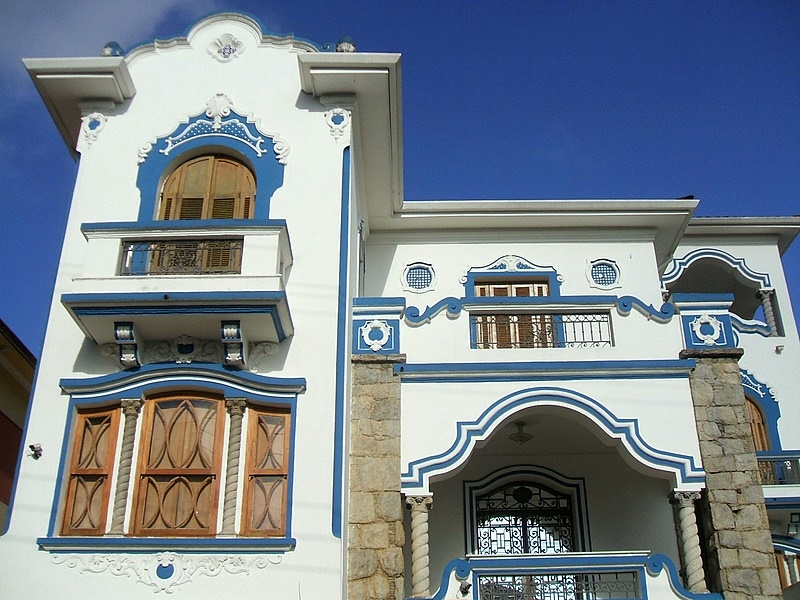
Museu dos Óculos Gioconda Giannini.

Enraizada em um pequeno jardim no interior do teatro uma árvore atravessa a parede lateral e tem sua copa no terreno ao lado. Grupo que realizou algumas das mais importantes montagens teatrais brasileiras, tais como O Rei da Vela, de Oswald de Andrade, Pequenos Burgueses, de Máximo Górki, e, mais recentemente, a adaptação em 27 horas de teatro da obra seminal da nacionalidade brasileira, Os Sertões, de Euclides da Cunha, o Oficina segue em plena atividade até os dias atuais.

#### Museu dos Óculos
Casarão construído em 1918 na rua dos Ingleses, que abriga o Museu dos Óculos Gioconda Giannini, com acervo de 700 peças, entre peças que contam a história dos óculos, com modelos raros e antigos como uma coleção chinesa do século XVIII com estojo de escamas de peixes, além de outros itens que pertenceram a celebridades como Jô Soares, Regina Duarte, Elis Regina, dentre outros.

#### Festa de Nossa Senhora Achiropita
A Festa de Nossa Senhora Achiropita, é realizada todos os anos durante os fins de semana de agosto. Comemorada desde 1926, originalmente por imigrantes italianos da região da Calábria, é hoje uma das festas mais tradicionais da capital paulistana. O evento conta com o trabalho de cerca de 900 funcionários, e toda a renda é revertida para obras sociais da paróquia. Segundo a organização, são consumidas onze toneladas de macarrão, cinco toneladas de mozarela e dez mil litros de vinho, entres outros produtos, para um público estimado em duzentas mil pessoas nos cinco fins de semana da festa. Entre outras curiosidades do evento, destacam-se a equipe das focaccias, com 130 pessoas, responsável por uma incrível produção de dez mil unidades por noite, e a procissão em louvor a Nossa Senhora pelo bairro, em que é confeccionado o tapete artístico de serragem na Rua São Vicente.

#### Madame Underground Club
Fundado em 1983 e mais conhecido pelo nome anterior de Madame Satã, o Madame Underground Club é um dos pontos mais representativos da cena cultural independente brasileira, principalmente voltado às cenas punk e gótica. Atualmente sediando festas (baladas) temáticas e shows independentes, na década de 1980 teve papel fundamental para o desenvolvimento do punk rock, pós-punk, rock gótico e new wave brasileiros, tendo abrigado shows independentes de bandas que se tornariam nacionalmente famosas como RPM, Titãs e Ira!. No passado, a casa já apresentou peças de teatro e outras manifestações culturais de Zé do Caixão, Arrigo Barnabé e outros artistas independentes. 
Após fechar em 2009 sob o nome de Madame Satã Night Club, reabriu em 2012 com a atual denominação e é uma das casas noturnas mais antigas em atividade no Brasil.
O prédio onde se localiza a casa noturna é um casarão datado de 1936, tombado pela prefeitura da cidade.